# Makroglosja
Makroglosja (łac. macroglossia) – stan, w którym język jest nieprawidłowo duży. Może to być zaburzenie rozwojowe lub stan spowodowany np. chorobą spichrzeniową (amyloidoza, choroba Pompego) albo guzem nowotworowym języka.

## Etiologia
Choroby w których obrazie klinicznym występuje makroglosja:
- lymphangioma języka
- haemangioma języka
- wrodzona niedoczynność tarczycy[1]
- choroba Pompego
- zespół Hurler
- zespół Beckwitha-Wiedemanna[2]
- akromegalia
- amyloidoza
- zespół Downa[3]
- lymphangiosis neoplasmatica.